# 薩拉曼卡鎮區 (堪薩斯州切羅基縣)
薩拉曼卡鎮區（英語：Salamanca Township）為美國堪薩斯州切羅基縣的鎮區。2010年美国人口普查中該鎮區人口有505人。

## 地理
薩拉曼卡鎮區涵蓋面積89.28平方（34.47平方英里），境內設有一座城市：哥倫布（縣治）。

## 人口統計
根據2010年美國人口普查，薩拉曼卡鎮區人口有505人，住房225戶，人口密度為5.66人/每平方公里。此鎮區居民之種族有95.05%為白人；0%為非裔美洲人；1.19%為美洲原住民；0.59%為亞洲人；0%為太平洋島民；1.58%為其他種族；另外有1.58%為混血種族。而西班牙裔或拉丁裔美洲人佔此鎮區人口的2.77%。

## 外部連結
- USGS Geographic Names Information System (GNIS) （页面存档备份，存于）
- City-Data.com （页面存档备份，存于）